# Baix Cinca
La comarca del Baix Cinca (en castellà Bajo Cinca) és una comarca d'Aragó que es troba a l'est dels límits autonòmics, a cavall de les províncies d'Osca i Saragossa. Esta comarca limita al nord amb la Llitera i amb lo Cinca Mitjà, a l'oest amb los Monegres, al sud amb lo Baix Aragó-Casp i a l'est amb la comarca catalana del Segrià.

## Geografia
Los municipis que conformen esta comarca són Vallobar, Bellver de Cinca, Campdàsens, Xalamera, Fraga, Mequinensa, Ontinyena, Ossó de Cinca, Saidí, Torrent de Cinca i Vilella de Cinca. Tots pertanyen a la província d'Osca llevat de Mequinensa, que pertany a la de Saragossa. La capital de la comarca se situa en lo municipi de Fraga, on tenen la seua seu oficial los òrgans de govern. Va ser creada en 2002. Lo consell comarcal està format per 25 consellers. Lo seu president és Marco Antonio Ibarz, del PSOE, que, al mateix temps, és l'alcalde de Saidí.

La comarca s'assenta en la vega final del riu Cinca, en lo centre de la depressió de l'Ebre Mig. Té un clima continental i amb escassesa de pluges, fet que condiciona una vegetació xeròfila formada per plantes aromàtiques, medicinals i espinoses. Les formacions naturals arbòries més importants són els pins carrascos i boscos de ribera. Demogràficament se tracta d'una comarca dinàmica on els darrers anys ha augmentat la població. Ja és la novena comarca d'Aragó en població. Econòmicament lo seu desenvolupament està relacionat amb la recent entrada en servei de noves infraestructures, el turisme fluvial i la proximitat a Lleida.

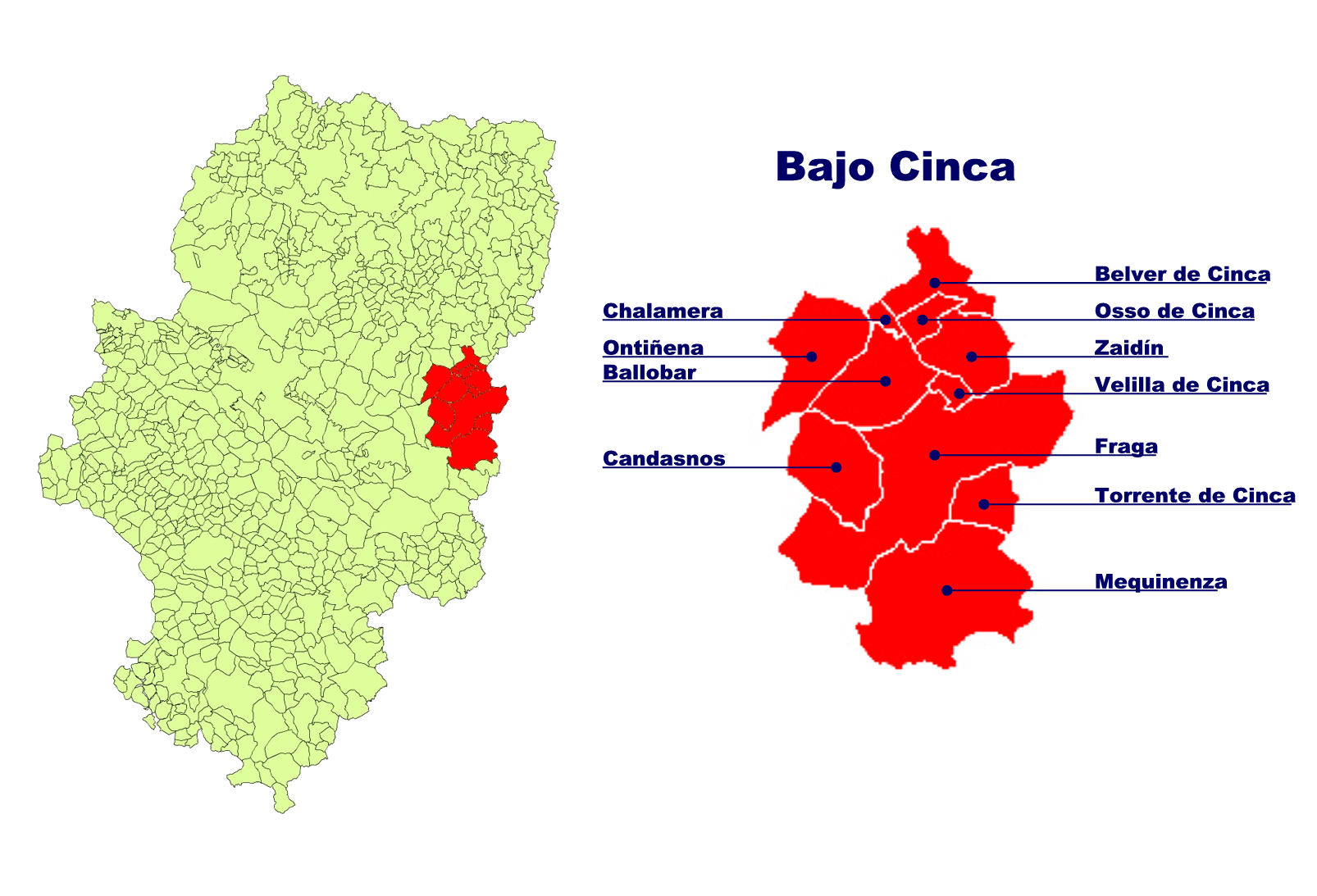
Municipis del Baix Cinca

| |          |          |          |
| \| Municipi \| Població \| Extensió \| Densitat \| \| ---------------- \| -------- \| -------- \| -------- \| \| Bellver de Cinca \| 1.319 \| 82,63 \| 15,96 \| \| Campdàsens \| 439 \| 122,45 \| 3,59 \| \| Fraga \| 13.592 \| 435,0 \| 31,25 \| \| Mequinensa \| 2.480 \| 307,2 \| 8,07 \| \| Ontinyena \| 610 \| 136,60 \| 4,47 \| \| Ossó de Cinca \| 735 \| 27,66 \| 26,57 \| \| Saidí \| 1.827 \| 92,55 \| 19,74 \| \| Torrent de Cinca \| 1.021 \| 56,77 \| 17,98 \| \| Vallobar \| 997 \| 127,73 \| 7,81 \| \| Vilella de Cinca \| 482 \| 16,54 \| 29,14 \| \| Xalamera \| 143 \| 11,50 \| 12,43 \| \| Total \| 23.645 \| 1.416,63 \| 16,69 \| |          |          |          |
| Municipi | Població | Extensió | Densitat |
| Bellver de Cinca | 1.319    | 82,63    | 15,96    |
| Campdàsens | 439      | 122,45   | 3,59     |
| Fraga | 13.592   | 435,0    | 31,25    |
| Mequinensa | 2.480    | 307,2    | 8,07     |
| Ontinyena | 610      | 136,60   | 4,47     |
| Ossó de Cinca | 735      | 27,66    | 26,57    |
| Saidí | 1.827    | 92,55    | 19,74    |
| Torrent de Cinca | 1.021    | 56,77    | 17,98    |
| Vallobar | 997      | 127,73   | 7,81     |
| Vilella de Cinca | 482      | 16,54    | 29,14    |
| Xalamera | 143      | 11,50    | 12,43    |
| Total | 23.645   | 1.416,63 | 16,69    |

## La comarca natural

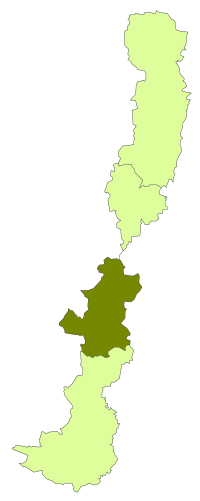
Situació del Baix Cinca en lo context de la Franja de Ponent (punt de vista integracionista).

El Baix Cinca és una de les quatre comarques naturals que conformen la Franja de Ponent segons lo punt de vista integracionista. En este context la comarca és constituïda per cinc municipis de predomini lingüístic del català: Fraga, Mequinensa, Saidí, Torrent de Cinca i Vilella de Cinca.
Amb la divisió provincial espanyola del 1833, Mequinensa fou atribuïda a la província de Saragossa i la resta de viles de la comarca a la d'Osca. Lo 1835 Fraga es va convertir en cap de partit judicial, que comprenia, a més de Torrent de Cinca, Saidí i Vilella de Cinca, los pobles de llengua castellana de les dues riberes del Cinca, aigua avall de Montsó, i el cantó oriental dels Monegres, inclòs ja des del segle xii al bisbat de Lleida (Penyalba i Campdàsens).

## Turisme

### Pesca esportiva
Una de les espècies més peculiars que es poden trobar a Mequinensa és el silur. Un peix originari de l'Europa central, que va ser introduït de forma il·legal a Mequinensa durant la primavera de 1974. Els primers silurs que es van deixar anar eren alevins, a mitjans dels 80 van començar a capturar-se peces de més d'un metre de llarg i en l'actualitat es s'ha convertit en el seu major hàbitat a Espanya. Mequinensa s'ha convertit en un lloc internacional de referència per als amants de la pesca de tot Espanya i de l'estranger (fonamentalment alemanys, francesos, anglesos, americans i japonesos), disposats a enfrontar-se amb un peix les característiques l'han convertit ja en mític, aconseguint-se ja captures de 260 centímetres i més de cent quilograms de pes. També poden trobar altres espècies com la carpa comuna, lucioperca, blackbass o alburns. A l'embassament de Mequinensa se celebren unes 30 competicions de pesca esportiva cada any.

### Rutes BTT
Mequinensa compta amb 7 rutes senyalitzades per a bicicleta de muntanya, de senderisme o eqüestre que recorren el terme municipal de Mequinensa sota la marca Senderisme Turístics d'Aragó, una iniciativa de l'àrea de turisme de la Comarca del Baix Cinca en col·laboració amb l'Ajuntament de Mequinensa i el Club Ciclista Mequinensa. Es tracta de set recorreguts circulars de diversa dificultat que van des dels 7 quilòmetres de longitud de la denominada "Segre-Cinca" fins als 57 de la batejada com "Vallaserra" i que sumen en total prop de 150 quilòmetres de recorregut en el municipi.

### Esports nàutics i turisme actiu
Mequinensa disposa d'un camp de regates considerat un dels millors d'Espanya per la seva excel·lent accessibilitat, la seva làmina d'aigua estable i les seves instal·lacions esportives a la vora de l'embassament. A les tranquil·les aigües del seu embassament es poden practicar multitud d'esports. Fins i tot es pot practicar l'esquí aquàtic amb els permisos corresponents en regla.
Mequinensa és la localitat que registra un nombre més gran d'empreses de turisme actiu i aventura (amb domicili fiscal al municipi) de la província de Saragossa i la cinquena a nivell d'Aragó. Les empreses de turisme actiu i aventura s'identifiquen amb un logotip que representa una rosa dels vents sobre fons groc i la signatura atorgada pel Govern d'Aragó. Es tracta de garantir als visitants oferint uns estàndards de qualitat, cosa que en el cas de Mequinensa és molt valorat, un fet que ha convertit la localitat en un referent de la pesca a Europa i destí preferit de molts pescadors internacionals.

### Observació d'ocells

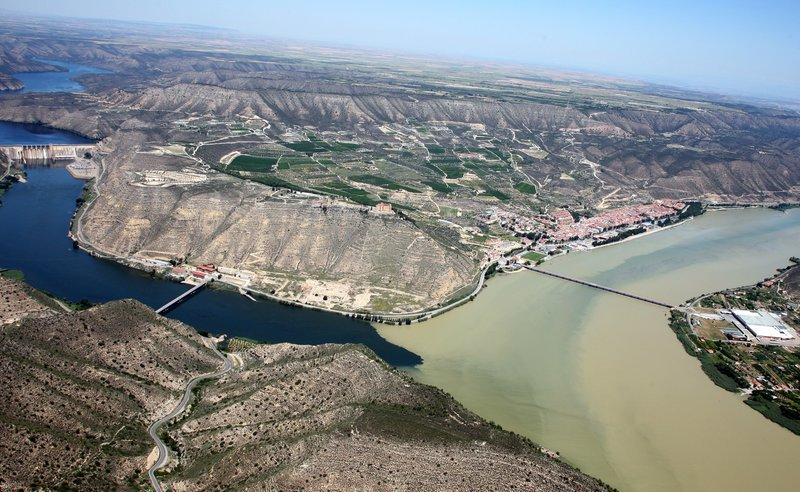
Vista de la confluència de l'Ebre, el Segre i el Cinca a Mequinensa.

La confluència dels rius Cinca, Segre i Ebre a l'Aiguabarreig de Mequinensa conforma un patrimoni natural amb una excel·lent varietat d'ecosistemes, que van des de les estepes mediterrànies a boscos de ribera, convertint-la en un paradís amb una biodiversitat incomparable. Amb els anys, la zona s'ha convertit en una important colònia de nidificació per a moltes espècies d'ardeids com l'esplugabous (Bubulcus Ibis), el martinet blanc (Egretta garzetta), el martinet menut (Ixobrichus minutus), el martinet de nit (Nycticorax nycticorax), l'agró blanc (Ardea alba), el bernat pescaire (Ardea cinerea) i l'agró roig (Ardea purpurea). En els boscos de ribera i en els canyissars es poden observar durant tot l'any espècies ornitològiques com els ràl·lids, pícids, túrdids, pàrids, fringíl·lids o emberízids.

### Productes de proximitat
Així mateix, es poden trobar productes de proximitat elaborats a Mequinensa com l'oli d'oliva (cal recordar que a la població se la coneixia durant l'època musulmana amb el sobrenom de "al-Zaytun" que significaria terra d'oliveres) o la mel (sent històricament apreciades la de cirerer, romaní i farigola).
La cirera de Mequinensa és particularment apreciada ja que la zona ofereix un microclima que permet obtenir les primeres produccions de cirera a camp obert de tot Europa oferint unes cireres amb qualitats organolèptiques excepcionals tant en duresa i color com en dolçor. Les varietats més primerenques es destinen al mercat internacional del centre i nord d'Europa, als Emirats o fins i tot a Asia. Així mateix també poden trobar varietats de préssec, nectarina, raïm, paraguaià o platerina.

## Cultura i patrimoni

### Museus de Mequinensa

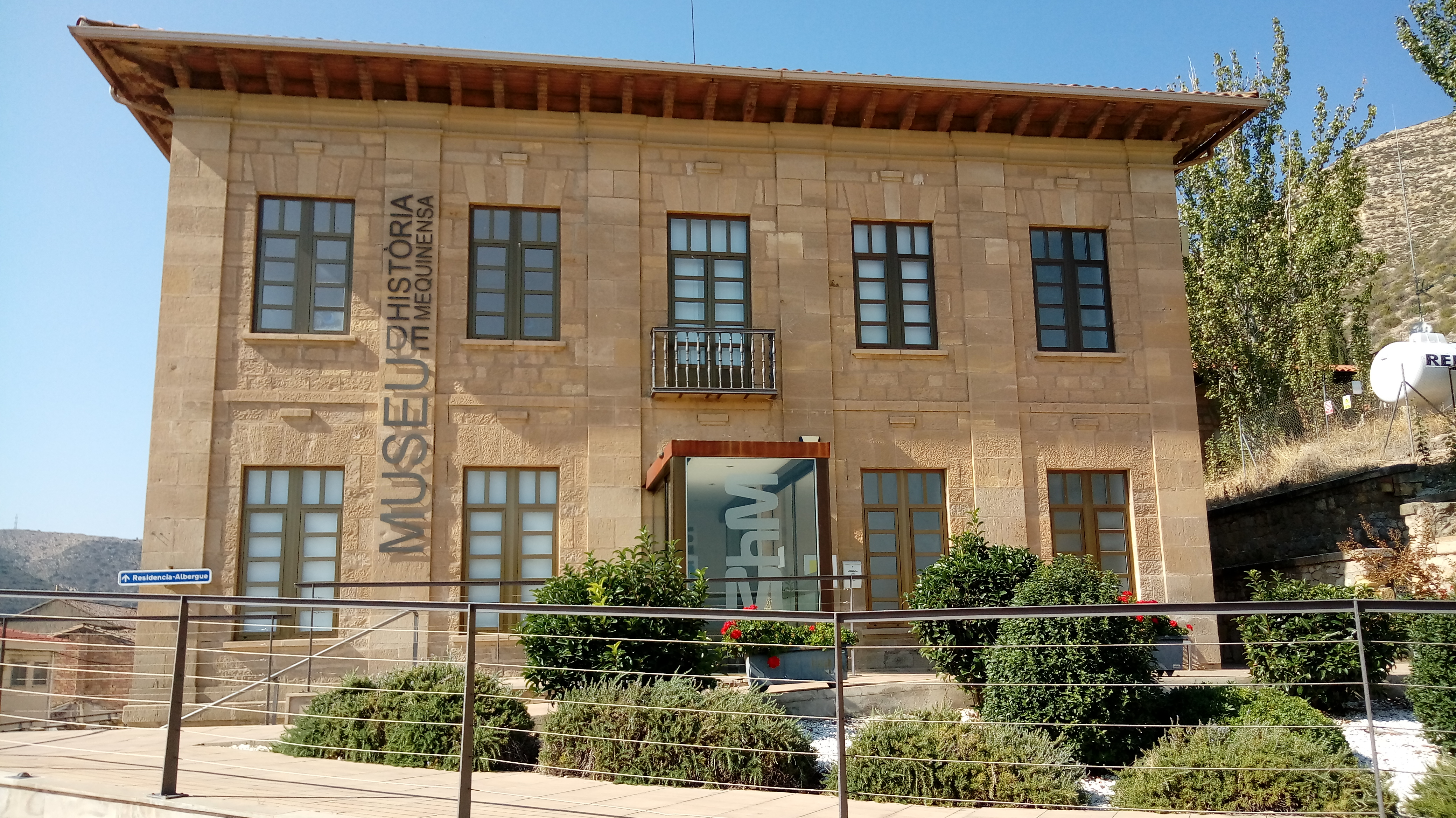
Museu de la Història de Mequinensa.

Als Museus de Mequinensa, es pot visitar una galeria minera subterrània de carbó de més de 1000 metres de recorregut al Museu de la Mina, recórrer la història de la població fins a la desaparició de l'antiga vila sota les aigües del riu Ebre al Museu d'Història o descobrir com es vivia durant la Prehistòria al Museu del Passat Prehistòric. Inaugurats el 2008, estan situats a l'antic Grup Escolar Maria Quintana, les antigues escoles de la població construïdes el 1929 i un dels pocs edificis supervivents de l'enderrocament del Poble Vell.
Els Museus de Mequinensa expliquen en el patrimoni miner i històric de la població que va ser demolida i inundada sota les aigües de l'Ebre. També es troba al costat dels museus l'Alberg Municipal "Camí de Sirga" amb capacitat per a 80 persones, que recull el nom de l'antiga ruta que feien servir els sirgadors per remuntar el riu Ebre fins a Mequinensa amb els llaüts, unes embarcacions que podien arribar a carregar 30 tones de carbó.

### Castell de Mequinensa

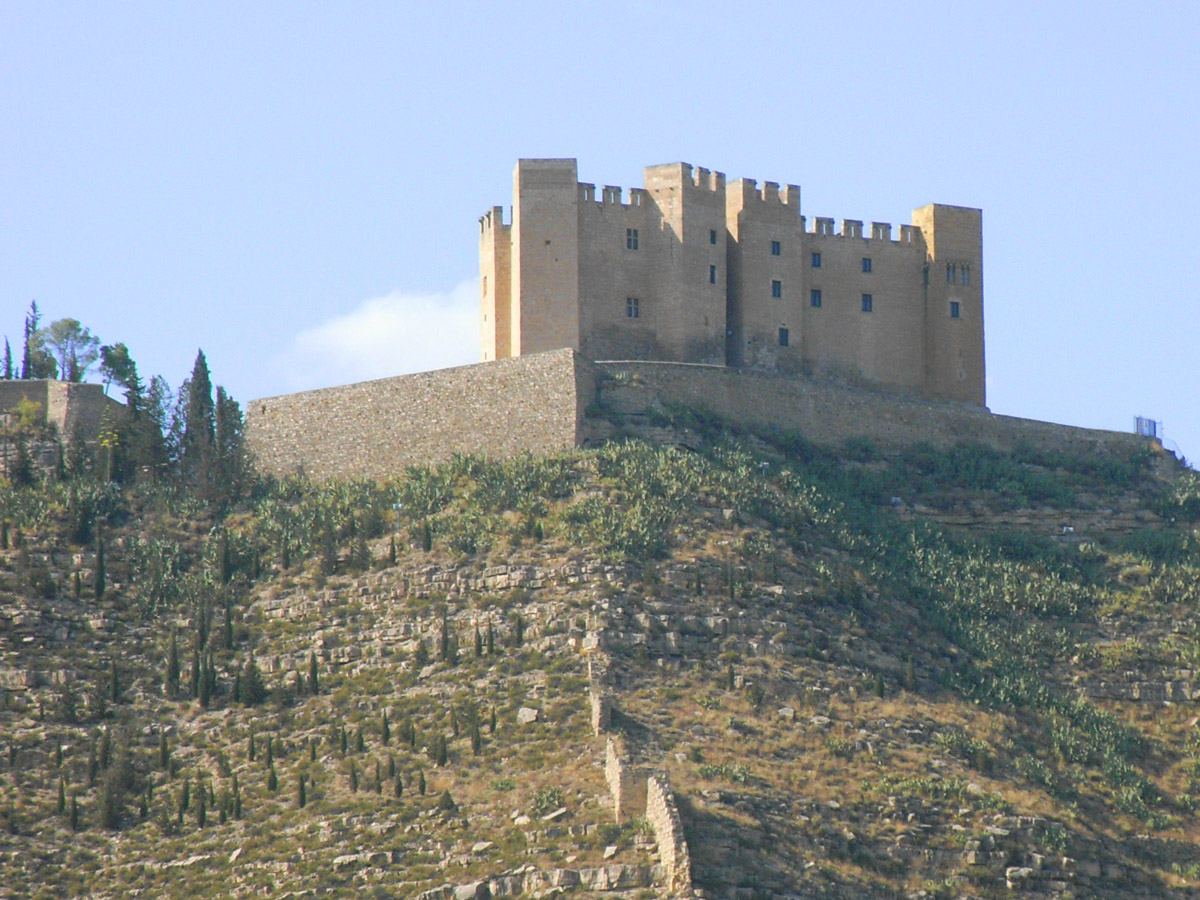
Castell de Mequinensa.

L'edifici s'alça gairebé a la vora d'un gran precipici, sent una massa tancada de força alçada, la seva planta és un quadrilàter irregular, amb set torres rectangulars excepte una, que és curiosament de planta pentagonal. Dues torres flanquegen la petita porta d'entrada que és semicircular, sota escut i protegida per una buharda. Poques fortaleses tindran un millor emplaçament que aquesta, contemplant un extens i impressionant paisatge sobre la confluència dels rius Ebre, Segre i Cinca i les seves terres circumdants. No deixa de sorprendre que els Moncada escollissin aquest niu d'àguiles per a la seva mansió fortificada. L'edifici és un autèntic Castell-Palau, un dels millors que l'art gòtic va deixara la Corona d'Aragó, durant els segles xiv i xv.

### Poble Vell de Mequinensa

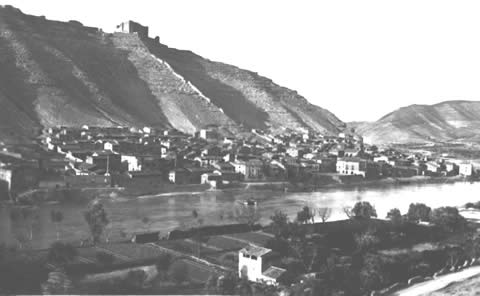
Fotografia antiga del Poble Vell de Mequinensa.

El poble vell de Mequinensa va estar situat al marge esquerre del riu Ebre, just al punt en què conflueixen amb les aigües del Segre i del Cinca. Va ser enderrocat pràcticament de forma completa durant la construcció de l'embassament de Riba-roja. Constituïa un nucli urbà amb característiques pròpies de les localitats del tram baix de l'Ebre, amb una trama urbana que es remuntava a l'època musulmana.
Part de l'antiga població de Mequinensa es pot visitar avui dia perquè s'ha convertit en un gran parc de la memòria a l'aire lliure. S'han recuperat d'entre les runes els traçats originals dels carrers i de les cases que quedaven per sobre del nivell de l'aigua. La Mequinensa antiga, el «Poble Vell» com la coneixen els mequinensans, és una invitació a passejar pel record dels seus carrers i carrerons, a redescobrir part de l'antiga Església, a imaginar els antics molls i conèixer mil històries, curiositats i llegendes d'aquella mil·lenària i històrica vila de navegants i miners a la vora del riu Ebre.

### La Mequinensa literària

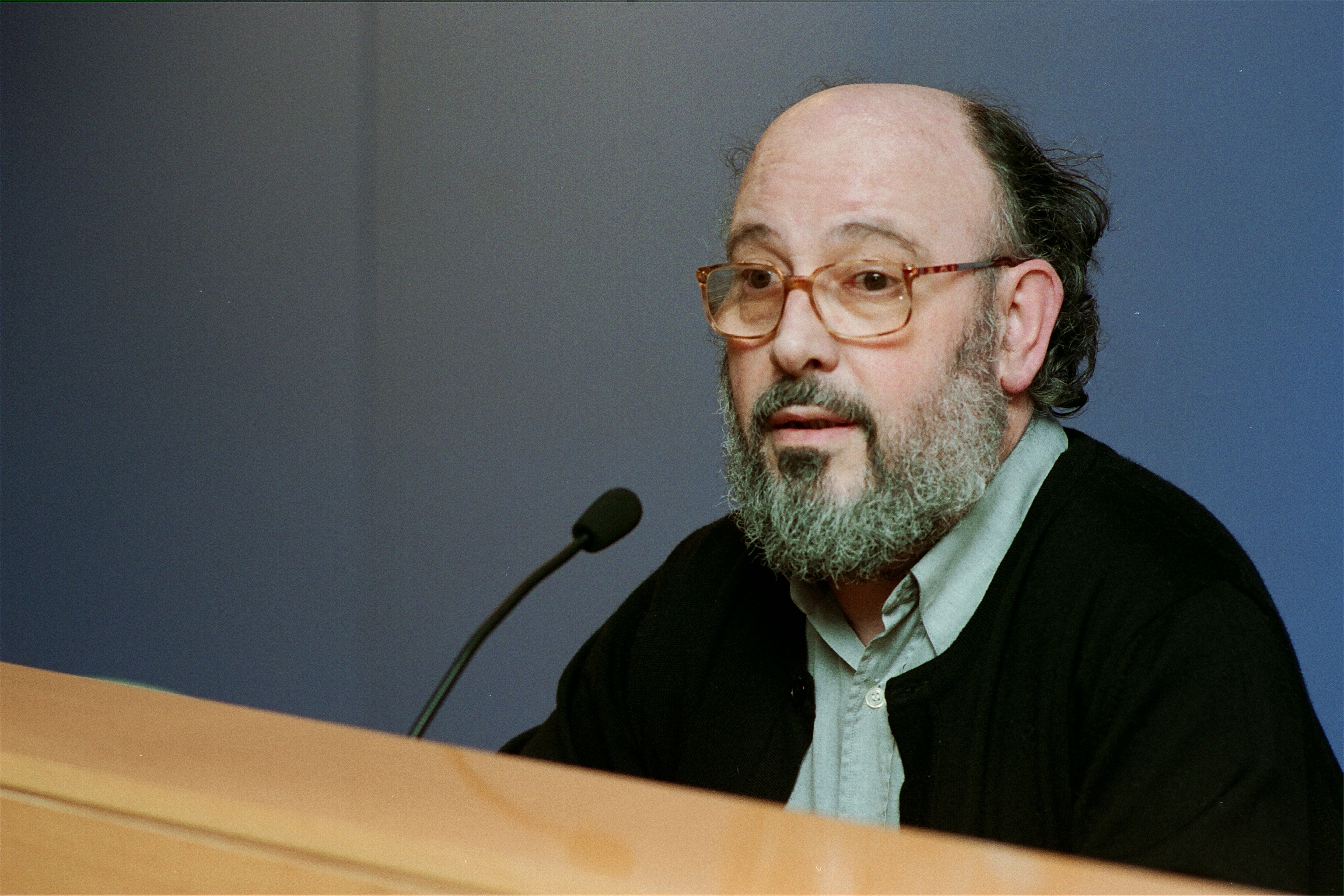
Jesús Moncada.

Mequinensa és també un punt de referència per als amants de la literatura. Jesús Moncada, l'escriptor més universal de la població, va convertir l'antiga Mequinensa en l'escenari protagonista de les múltiples històries personals narrades en els seus llibres. La novel·la Camí de Sirga, traduïda a més de vint idiomes (entre ells el japonès, el suec o el vietnamita), resulta una amalgama de personatges i històries evocador de l'antiga Mequinensa i la seva tràgica desaparició.
Considerat un dels autors en català més importants de la seva època, va rebre diversos premis per la seva obra, entre d'altres el Premi Ciutat de Barcelona o el Premi Nacional de la Crítica el 1989 per Camí de sirga o la Creu de Sant Jordi, atorgada per la Generalitat de Catalunya l'any 2001. el 2004 va rebre el Premi de les Lletres Aragoneses que va recollir uns mesos abans de la seva mort.

## Gastronomia
El Baix Cinca és una zona d'hortes, en la qual hi ha abundància de fruita fresca i de fruita seca de qualitat, cosa que es recull en les postres tradicionals com el mostillo, els farinosos, l'empanada de carbassa, el coc de Fraga o les figues seques. Horta i bestiar oví són també bàsics en els plats de la zona amb especial importància de la carn de caça com el conill, la llebre, la perdiu, el senglar o el cérvol.
El Baix Cinca proporciona un espai únic per a la viticultura que es pot trobar al nord de la comarca, concretament al terme municipal de Bellver de Cinca. Un altre dels ingredients històrics i amb més tradició de la regió són els olis d'oliva de la varietat arbequina (de sabor suau, aromàtic, i amb tocs afruitats) i empeltre (de salor suau i dolç, menys intens que la varietat arbequina). Diverses empreses de la zona han estat guardonats en nombrosos concursos nacionals i internacionals. Cal no oblidar que històricament, els àrabs van denominar al curs del riu Cinca com "riu de les oliveres" ("Nahr al-Zaytun") terme que es va incorporar en els topóminos d'algunes localitats com a Mequinensa, coneguda llavors com Miknasa al- Zaytun.

## Festes i tradicions
El Baix Cinca és una terra de frontera on perviuen nombroses tradicions que es viuen a flor de pell. Les Festes Majors de cada municipi, esdevenen un dels grans eixos festius tot i que les festes es reparteixen al llarg de l'any. A Fraga, és típica la figura de "les dones de faldetes", una festivitat que homenatja aquest vestit típic de la localitat bajocinqueña així com l'ofrena a la Mare de Déu del Pilar. A la resta de municipis també se celebren recomanables celebracions com les festes de Sant Roc a Vallobar, les processons de Setmana Santa de Bellver de Cinca, el repartiment de la rosqueta a Candasnos, els dilluns de pasqua o la romeria a l'ermita de Sant Marc a Xalamera, les festes de Santa Agatoclia de Mequinensa, les festes de Santa Relíquia a Ontinyena, la concentració eqüestre del Baix Cinca en el mes de juny a Osso de Cinca, la revetlla de Sant Joan a Torrent de Cinca, les festes de Sant Llorenç a Vilella de Cinca o les festes de la Mare de Déu de l'Assumpció a Saidí.
Les Festes de Sant Blas i Santa Àgueda que se celebren a Mequinensa el primer cap de setmana de febrer van ser declarades el 2018 com a Festa d'Interès Turístic d'Aragó amb codi F.I.T.A. nombre 844.